# Jakovlev Jak-42

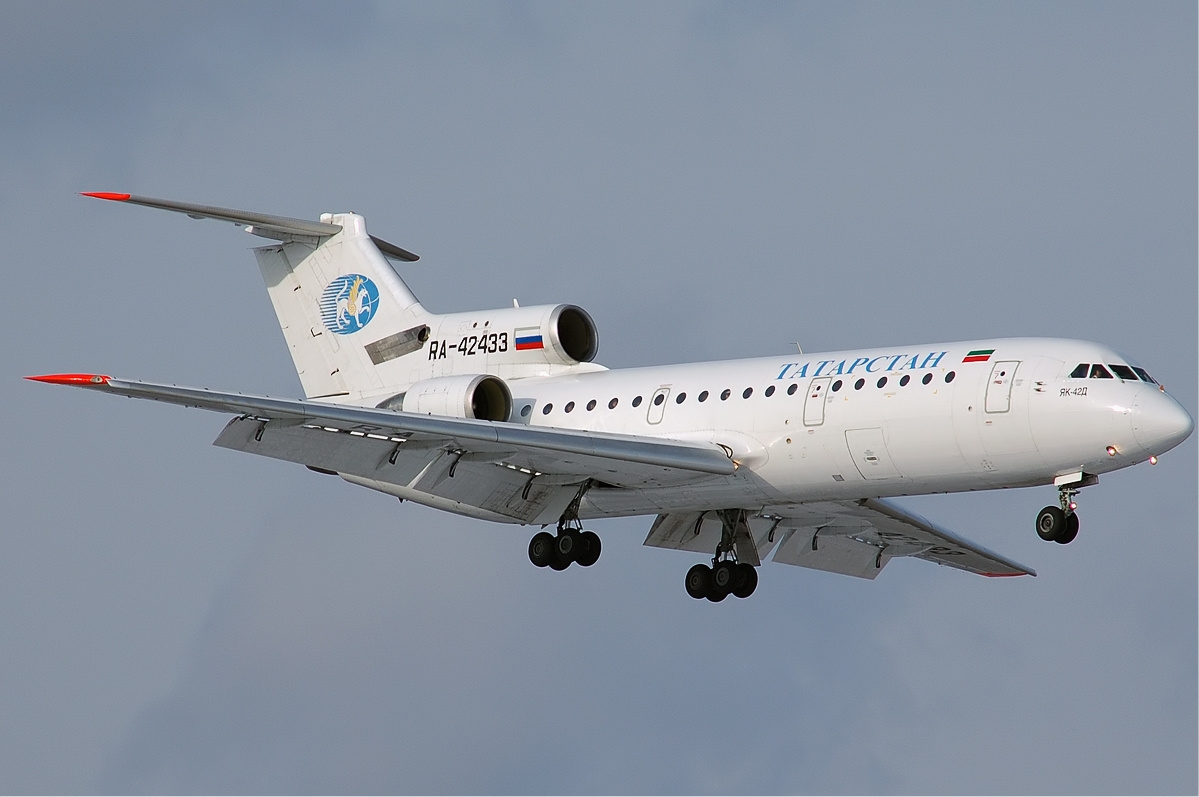
Een Jak-42D, die later neerstortte bij Jaroslavl

De Jakovlev Jak-42 (Russisch: Як-42) (NAVO-codenaam: Clobber) is een driemotorig vliegtuig. Het biedt de mogelijkheid om 100 tot 120 stoelen in het vliegtuig te plaatsen. Het is ontworpen door Jakovlev om diverse vliegtuigen van Aeroflot te vervangen.

## Ontwerp en ontwikkeling
De Jak-42 is ontworpen als vervanging voor verschillende Aeroflot-toestellen, waaronder de tweemotorige Tupolev Tu-134, An-24, An-26 en Il-18. Ook vervangt het toestel diverse kleinere modellen waarvan verwacht werd dat de passagiersaantallen op de routes van deze vliegtuigen significant gingen stijgen. Een andere voorwaarde was dat beide banen geschikt waren voor het nieuwe toestel.
Om ontwerptijd te besparen liet Jakovlev een studie uitvoeren naar alle buitenlandse gelijkwaardige toestellen uit die categorie. Verder werd ook ander onderzoek uitgevoerd door Jakovlev en andere organisaties. Delen van het toestel werden in Saratov gemaakt en in Smolensk geassembleerd, in tegenstelling tot de productie van de Jak-40, waar hetzelfde precies omgekeerd gebeurde.

## Gebruikshistorie

### Tests
Het eerste prototype werd gebouwd in de Jakovlev prototype-fabriek ('fabriek nummer 115') en werd geschilderd in de traditionele bedrijfskleuren. Het vliegtuigregistratienummer van dit prototype was CCCP-1974; het maakte zijn eerste vlucht op 7 maart 1975.

### Tweede prototype
Een tweede prototype werd geregistreerd als CCCP-1975. Het had een langere cabine en vleugels die onder een hoek van 25 graden stonden.

### Productie
Het derde prototype was nummer 1976. Dit vliegtuig werd later opnieuw geregistreerd om gebruikt te worden; het registratienummer werd 42303. Het bevatte vleugels die onder een hoek van 23 graden stonden, de-icing mogelijkheden, en andere kleinere veranderingen. Nummer 42303 werd gezien als het eerste vliegtuig dat uit productie kwam om echt gebruikt te worden. Tijdens de productie van deze Jaks werden steeds kleine veranderingen doorgevoerd, waaronder een grotere brandstoftank.

### Varianten

#### Jak-42A
Gebruikt AlliedSignal avionica.

#### Jak-42B
Gepland, zal Bendix/King avionics gebruiken.

#### Jak-42D
Vernieuwing die, door middel van het toevoegen van meer brandstoftanks, een groter bereik mogelijk maakt. Er kon zo'n 3000 liter meer worden toegevoegd. De Jak-42D werd het standaardmodel dat men produceerde. Er zijn vier 42D's gebouwd voor Cuba, en acht voor China.

#### Jak-42F
Diverse sensoren werden toegevoegd om geofysisch werk mogelijk te maken.

#### Jak-42LL
Bij de Yak-42LL werd gebruikgemaakt van D-236 motoren.

#### Jak-42M
Hierbij werd het vliegtuig vergroot, waardoor tot 168 passagiers vervoerd kon worden. De eerste 42M kwam in 1987 op de markt.

#### Jak-42ML
Deze versie werd geproduceerd voor internationale routes. Er werd niet veel veranderd: er werden enkele aanpassingen gedaan voor internationale passagiers.

#### Jak-42R
Gebouwd voor Jakovlev zelf, om de Jak-141 te testen.

#### Jak-42T
De Jak-42T werd vooral gebruikt voor goederentransport, en niet voor passagierstransport. Het onderstel werd compleet veranderd om zo veel mogelijk goederen mee te kunnen nemen.

#### Jak-42-100
Versie met AlliedSignal avionics. Er zijn twee testversies gebouwd.

#### Jak-142
De Jak-142 was een uitgebreid model. Er werden enkele wijzigingen aangebracht die het vliegen makkelijker maakten. Men heeft de spoilers en de flaps vervangen voor een andere soort, deuren waren vergroot zodat het toestel makkelijker past aan gates, en een groot deel van de cockpit werd veranderd.

#### Jak-242
Dit is een gepland design, maar het kwam nooit verder dan de tekentafel.

## Ongevallen
- Op 7 september 2011 kwam een Jak-42D in de problemen bij Jaroslavl, Rusland. Het stortte neer tijdens het opstijgen, waarbij een ijshockeyelftal om het leven kwam.
- Op 17 december 1997 vloog een Jakovlev Jak-42 de route van Odessa (Oekraïne) naar Thessaloniki. Het verloor radiocontact en stortte na enkele seconden neer vlak bij de Olympus. In totaal 70 mensen, passagiers en bemannig, werden gedood.